# Marquesado de Adeje
El marquesado de Adeje es un título nobiliario español creado por el rey Carlos II el 25 de abril de 1666 a favor de Juan Bautista Ponte Fonte y Pagés, maestre de campo, alcaide del castillo de Adeje y regidor perpetuo de Tenerife.
Su denominación hace referencia al municipio de Adeje en la provincia de Santa Cruz de Tenerife.

## Marqueses de Adeje
|                                 | Titular                                                    | Periodo                |
| Creación por Carlos II          | Creación por Carlos II                                     | Creación por Carlos II |
| ------------------------------- | ---------------------------------------------------------- | ---------------------- |
| I                               | Juan Bautista de Ponte Fonte y Pagés                       | 1666-1680              |
| II                              | Mariana de Ponte Fonte Pagés y Castilla                    | 1680-¿?                |
| III                             | Juan Bautista de Herrera y Ponte                           | ¿?-1718                |
| V                               | Juan Bautista de Herrera y Ponte                           | 1718-1734              |
| V                               | Antonio José de Herrera Ayala y Rojas                      | 1734-1748              |
| VI                              | Domingo de Herrera y Llarena                               | 1748-1766              |
| VII                             | Florencia Pizarro Piccolomini de Aragón y Herrera          | 1766-1794              |
| VIII                            | Juan de la Cruz Belvís de Moncada y Pizarro                | 1794-1835              |
| IX                              | Antonio Ciriaco Belvís de Moncada y Toledo                 | 1835-1842              |
| X                               | José Álvarez de las Asturias Bohorques y Belvís de Moncada | 1842-1852              |
| Rehabilitación por Alfonso XIII |                                                            |                        |
| XI                              | María Luisa Cotoner y Álvarez de las Asturias Bohorques    | 1918-1943              |
| XII                             | María Josefa Cotoner y Cotoner                             | 1943-1985              |
| XIII                            | Nicolás Cotoner y Cotoner                                  | 1986-1994              |
| XIV                             | Nicolás Cotoner y Martos                                   | 1994-2018              |
| XV                              | Nicolás Cotoner y Macaya                                   | 2018-actual titular    |

## Historia de los marqueses de Adeje

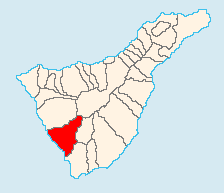
Situación de Adeje en la Isla de Tenerife

- Juan Bautista de Ponte Fonte y Pagés (m. Garachico, diciembre de 1680), V señor y I marqués de Adeje,[2] alcaide perpetuo y hereditario del castillo de Adeje, maestre de campo de la infantería español de las milicias de Canarias, regidor perpetuo de Tenerife,[2]  caballero de la Orden de Calatrava,[3] hijo de Bartolomé Ponte y Calderón, IV señor de Adeje, y de Mariana Fonte Pagés.

Casó con su prima María Ponte y Ximénez. Le sucedió su hija:

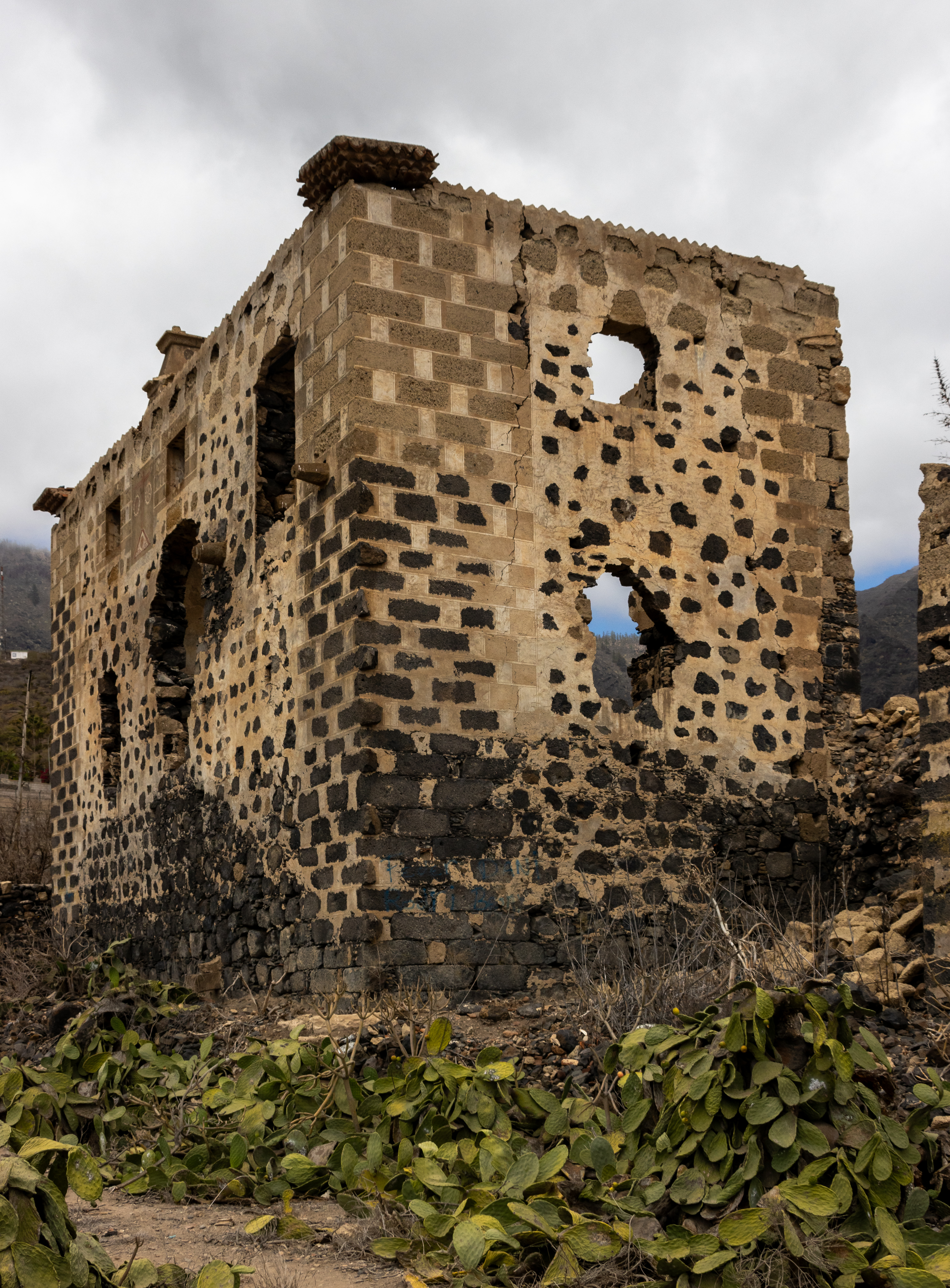
Casa Fuerte de Adeje

- Mariana de Ponte Fonte Pagés y Castilla, II marquesa de Adeje.[5][2]

Casó, en primeras nupcias el 12 de septiembre de 1664, con Diego Ayala de Herrera y Rojas, también llamado Diego de Herrera Ayala y Rojas Xuárez de Castilla y Van Dalle (m. 1665), VII conde de La Gomera, hijo de Diego de Ayala Guzmán y Castilla y de María van Dalle y van de Werbe, nacida en Amberes. De este matrimonio solamente nació un hijo que sucedió a su madre en el marquesado de Adeje y a su padre en el condado de La Gomera. Contrajo un segundo matrimonio, en 1669, con su primo hermano, Nicolás Ponte y Ximénez. De este segundo matrimonio nació Gaspar Alonso de Ponte Ximénez, que casó con Ángela Teresa, hermana de Juana de Ponte y Xuárez Gallinato, casada con Juan Bautista de Herrera y Ponte, el sucesor en el marquesado.
- Juan Bautista de Herrera y Ponte (1665-Valladolid, 1718), III marqués de Adeje,[10][11] VIII conde de La Gomera,[11] señor de Cea, Ampudia y de Villacidaler y sus tierras.[10]

Contrajo un primer matrimonio con Juana de Ponte y Xuárez-Gallinato (m 1705) hija de su tutor, Cristóbal de Ponte y Llarena Calderón, I marqués de la Quinta Roja, y de Juana Lobón Xuárez Gallinato. Casó en segundas nupcias, poco después de enviudar con Fausta Fernández del Campo y Alvarado-Bracamonte, hija primogénita del marqués de Mejorada, fallecida unas dos semanas después de su matrimonio. Volvió a casar con María de Ovando de quien tuvo un hijo que fue jesuita. Le sucedió su hijo del primer matrimonio:
- Juan Bautista de Herrera y Ponte (1683-1734), IV marqués de Adeje,[10] IX conde de La Gomera,[15] señor de Adeje, de El Hierro, Ampudia, Villacidaler, Villoria, Raares y Coto de Aguilarejo y regidor perpetuo de Tenerife.[10]

Casó con Magdalena Luisa Llarena-Calderón y Viña de Vergara, hija de Esteban de Llarena Calderón, marqués de Acialcázar, y de Francisca Viña de Vergara. Le sucedió su hijo:
- Antonio José de Herrera Ayala y Rojas (1712-18 de mayo de 1748[17]), V marqués de Adeje,[18] X conde de La Gomera[19] señor de Adeje, de El Hierro, Ampudia, Villacidaler, Villoria, Rayares y Coto de Aguilarejo y regidor perpetuo de Tenerife.[18]

Casó, el 24 de agosto de 1745, con su sobrina Florencia Pizarro y Herrera que sería más adelante la VII marquesa de Adeje por derecho propio. Florencia era hija de Juan de la Cruz Pizarro Piccolomini de Aragón, II marqués de San Juan de Piedras Albas, grande de España, y de Juana Josefa de Herrera Ayala y Llerena, hermana de Antonio José, V marqués de Adeje. Sin descendientes, le sucedió su hermano:
- Domingo de Herrera y Llarena (1714-24 de diciembre de 1766), VI marqués de Adeje[22] y XI conde de la Gomera.[23]

Casó con Marina Leonor Benítez de Lugo y Ponte, hija de Francisco Bautista Benítez de Lugo y de Paula Antonia de Ponte Jiménez, señores de Fuerteventura. Le sucedió su sobrina, hija de su hermana Juana y de Juan Pizarro Piccolomini de Aragón, II marqués de San Juan de Piedras Albas, grande de España:
- Florencia Pizarro Piccolomini de Aragón y Herrera (Madrid, 20 de junio de 1727-Madrid, 4 de agosto de 1794), VII marquesa de Adeje,[25] III marquesa de San Juan de Piedras Albas, grande de España,[26] V marquesa de Orellana la Vieja, XII condesa de La Gomera.[27]

Casó en primeras nupcias con su tío materno, Antonio García de Herrera de Ayala Rojas y Llanera, V marqués de Adeje. Sin descendientes. Contrajo un segundo matrimonio, en Madrid, en el palacio de Puerta Cerrada, el 17 de febrero de 1754, con Pascual Benito Belvís de Moncada e Ibáñez de Segovia, II marqués de Bélgida, VIII marqués de Villamayor de las Ibernias, VI marqués de Benavites, X conde de Villardompardo, VI conde de Sallent, VI conde de Villamonte, conde del Sacro Romano Imperio, de  Marrades, desde septiembre de 1779, XIV marqués de Mondéjar, grande de España, IX marqués de Agrópoli, XIV marqués de Vallhermoso de Tajuña y conde de Tendilla. Sucedió su hijo:
- Juan de la Cruz Belvís de Moncada y Pizarro (Madrid, 1 de diciembre de 1756-Madrid, 20 de octubre de 1835),[32] VIII marqués de Adeje,[25][33] III marqués de Bélgida,[33] VII marqués de Benavites, IX marqués de Villamayor de las Ibernias, IV marqués de San Juan de Piedras Albas[20] XV marqués de Mondéjar, dos veces grande de España,[29] marqués de Vallhermoso de Tajuña, X marqués de Agrópoli, marqués de Orellana la Vieja, VI conde de Villamonte, XI conde de Villardompardo, XII conde de La Gomera, VII conde de Sallent, XIII conde de Tendilla, conde del Sacro Romano Imperio, etc.[34] Fue también alférez mayor perpetuo de la ciudad de Jaén, alcaide de la Alhambra, caballero de la Orden del Toisón de Oro, de la Orden de Carlos III, gentilhombre de cámara, mayordomo mayor de palacio, sumiller de corps, caballerizo, menino, ballestero y montero mayor del rey Carlos IV y maestrante de Valencia.[35]

Contrajo matrimonio, en Madrid el 4 de abril de 1774, con María de la Encarnación Álvarez de Toledo y Gonzaga, dama de la reina y de la Orden de las Damas Nobles de la Reina María Luisa, hija de Antonio Álvarez de Toledo y Osorio, X marqués de Villafrancadel Bierzo, y de su segunda esposa María Antonia Gonzaga y Caracciolo. Le sucedió su hijo:
- Antonio Ciriaco Belvís de Moncada y Álvarez de Toledo (Madrid, 8 de agosto de 1775-Madrid, 10 de agosto de 1842), IX marqués de Adeje,[25] IV marqués de Bélgida,[36] X marqués de Villamayor de las Ibernias,[35] XI marqués de Agrópolis,[37] V marqués de San Juan de Piedras Albas,[20] XVI marqués de Mondéjar,[29] dos veces grande de España, VII marqués de Orellana la Vieja, VIII marqués de Benavites, XIX conde de Tendilla, XII conde de Villardompardo, XIII conde de La Gomera, VIII conde de Villamonte, VIII conde de Sallent, XVI conde de Coruña, vizconde de Torija, conde del Sacro Romano Imperio, etc.[38]

Casó, en Madrid el 16 de enero de 1799, con María Benita de los Dolores Palafox y Portocarrero (1782-1864), hija de Felipe Palafox y Croy y de María Francisca de Sales Portocarrero, VI condesa de Montijo. Sucedió su nieto, hijo de María Josefa Simona Belvís de Moncada y Palafox (1801-1822), V marquesa de Bélgida y XVII marquesa de Vallhermoso de Tajuña, y de José Álvarez de las Asturias Bohorques y Chacón:
- José Álvarez de las Asturias Bohorques y Belvís de Moncada (Madrid, 19 de marzo de 1822-Madrid, 15 de febrero de 1852), X marqués de Adeje,[40] VI marqués de Bélgida,[40] XI marqués de Villamayor de las Ibernias, XIX marqués de Vallhermoso de Tajuña,[41] XVII marqués de Mondéjar, grande de España,[29] IX conde de Sallent, XIX conde de Tendilla, XII marqués de Agrópoli,[41] XIII conde de Villardompardo, XV conde de La Gomera.[40]

Contrajo matrimonio, en Madrid el 8 de junio de 1843, con su prima hermana Luisa Álvarez de las Asturias Bohorques y Giráldez. Sucedió su nieta:
Rehabilitado en 1917 a favor de
- María Luisa Cotoner y Álvarez de las Asturias Bohorques (Madrid, 6 de febrero de 1879-Palma de Mallorca, 31 de mayo de 1948),  XI marquesa de Adeje,[42] VIII marquesa de Bélgida,[42] XIII marquesa de Villamayor de las Ibernias, IX marquesa de Orellana la Vieja,[43] XVI condesa de Villardompardo.[42] Era hija de María del Carmen Álvarez de Asturias Bohorques y Álvarez de las Asturias Bohorques, X condesa de Sallent, condesa de Villamonte, y XX marquesa de Mondéjar grande de España[29] —hermana del XII marqués de Villamayor de las Ibernias—, y de su esposo José Cotoner y Allendesalazar, hijo de Fernando Cotoner y Chacón, I marqués de la Cenia.[44]

Casó, en Madrid el 22 de junio de 1900, con su primo hermano José Fernando Cotoner y de Veri (1872-1955), VIII marqués de Ariany. Le sucedió su hija:
- María Josefa Cotoner y Cotoner (Madrid, 17 de junio de 1911-1985), XII marquesa de Adeje.[45]

Sin descendencia, le sucedió su hermano:
- Nicolás Cotoner y Cotoner (Palma de Mallorca, 19 de octubre de 1906-Pozuelo de Alarcón, 5 de marzo de 1996), XIII marqués de Adeje,[45][46][47] X marqués de Bélgida,[48] XXI marqués de Mondéjar grande de España, VIII marqués de Ariany,[47] XXV conde de Tendilla, XIX conde de Coruña,[47] XVIII conde de Gomera[47] y caballero de la Orden del Toisón de Oro.[49]

Casó, en 28 de octubre de 1945, con María de la Trinidad Martos y Zabálburu, V vizcondesa de Ugena. Le sucedió, por distribución, su hijo:
- Nicolás Cotoner y Martos, XIV marqués de Adeje[52] y IX marqués de Ariany.[47]

Casó con María del Carmen Macaya y Torres-Solanot. Le sucedió en 2018, por cesión, su hijo:
- Nicolás Cotoner y Macaya (n. Córdoba, mayo de 1971), XV marqués de Adeje.[53]